# Respirando
Respirando è un singolo della cantautrice Nathalie, uscito nel 2024 come quinto estratto dall'album Freemotion.

## Descrizione
La canzone è incentrata sul tema del respiro "come atto fondamentale dell'esistenza" ("racconto come ci si sente a tornare a respirare di nuovo" dopo il periodo della pandemia), del senso di libertà e della natura, e fu presentata con l'etichetta Hukapan di Elio e le Storie Tese nel 2022 alle selezioni per il Festival di Sanremo 2023 e l'anno dopo per il Festival di Sanremo 2024, ma venne esclusa. Il testo contiene un omaggio a Pierangelo Bertoli e alla sua Eppure soffia ("il vento soffia ancora").

## Videoclip
Lo stesso giorno dell'uscita del singolo è stato presentato un videoclip diretto da Giacomo Latorrata, in anteprima durante il programma televisivo E-Planet su Italia 1, disponibile sul canale YouTube dell'artista il giorno seguente.